# Вюлькниц
Вюлькниц (нем. Wülknitz) — община в Германии, в земле Саксония. Подчиняется земельной дирекции Дрезден. Входит в состав района Риза-Гросенхайн. Подчиняется управлению Рёдерауэ-Вюлькниц.  Население составляет 1739 человек (на 31 декабря 2010 года). Занимает площадь 27,77 км².
Коммуна подразделяется на 6 сельских округов.